# Кара-Дёбё (Жайылский район)
Кара-Дёбё — село в Жайылском районе Чуйской области Кыргызстана. Входит в состав Красновосточного аильного округа. Код СОАТЕ — 41708 209 814 03 0.

## Население
| год     | 2009 | 2014 | 2015 |
| ------- | ---- | ---- | ---- |
| человек | 384  | 670  | 726  |